# Hanumanthapura, Maddur
Hanumanthapura là một làng thuộc tehsil Maddur, huyện Mandya, bang Karnataka, Ấn Độ.